# Pseudochalceus kyburzi
Pseudochalceus kyburzi är en fiskart som beskrevs av Schultz, 1966. Pseudochalceus kyburzi ingår i släktet Pseudochalceus och familjen Characidae. Inga underarter finns listade i Catalogue of Life.